# Stacy Harris
Stacy Harris est un acteur américain qui a travaillé pour la radio puis pour la télévision.

## Biographie
Stacy Harris naît le 26 juillet 1918 à Big Timber dans l'État américain du Montana. Il incarne Batman dans le feuilleton radiophonique The Adventures of Superman dans les années 1940. Le premier épisode dans lequel Batman intervient s'intitule Dr. Bly's Confidence Gang et date du 15 septembre 1945. Harris n'interprète pas ce héros lors de toutes ces apparitions et est parfois remplacé par Robert Lowery ou Gary Merrill. Il joue l'agent du FBI Jim Taylor dans la série radio This is your FBI et ce dans 409 épisodes de 1945 à 1953. Il joue aussi dans des films comme Échec au hold-up en 1951, qui est le premier dans lequel on le voit, et Dragnet en 1954 où il est le criminel recherché.
Entre 1951 et 1972, il apparaît dans des centaines de feuilletons ou de films, dont New Orleans Uncensored de William Castle.
Il meurt le 13 mars 1973 à Los Angeles.

### Filmographie
- 1955 : Sur les docks (New Orleans Uncensored) de William Castle
- 1959 : Terre de violence (Good Day for a Hanging) de Nathan Juran : Coley

### Télévision
- 1958-1959 : Au nom de la loi (Wanted Dead or Alive) (série TV) 
  - Saison 1 épisode 19 : Gilette